# Структура на МЗ в България
Структурата на МЗ в България е:

## Министерство на здравеопазването

#### Министър
- Инспекторат
- Дирекция „Вътрешен одит“

#### Политически кабинет
- Началник на политическия кабинет
- Парламентарен секретар

#### Главен секретар
- Специализирана администрация
  - Дирекция „Медицински дейности“
  - Дирекция „Държавен здравен контрол"
  - Дирекция „Политика по промоция на здраве и профилактика на болестите“
  - Дирекция „Лекарствена политика“
  - Дирекция „Информационна и комуникационна политика в здравеопазването“
  - Дирекция „Здравна политика и анализи“
  - Дирекция „Управление на държавното участие в търговските дружества“
  - Дирекция „Международни дейности, проекти и програми“
  - Дирекция „Нормативно регулиране и обществени поръчки в здравеопазването“
- Обща администрация
  - Дирекция „Финансово-стопански дейности и управление на собствеността“
  - Дирекция „Административно-информационно обслужване и човешки ресурси“
  - Дирекция „Връзки с обществеността“